# أودري غالاغير
أودري غالاغير (بالإنجليزية: Audrey Gallagher)‏ هي مغنية بريطانية، ولدت في 21 نوفمبر 1969.

## وصلات خارجية
- الموقع الرسمي
- أودري غالاغير على موقع ميوزك برينز (الإنجليزية)
- أودري غالاغير على موقع أول ميوزيك (الإنجليزية)
- أودري غالاغير على موقع ديسكوغز (الإنجليزية)